# Grauel
Grauel település Németországban, Schleswig-Holstein tartományban. Lakosainak száma 271 fő (2023. december 31.).

## Népesség
A település népességének változása:
| Lakosok száma | 180  | 269  | 275  | 272  | 273  | 271  |
|               | 1975 | 2017 | 2019 | 2021 | 2022 | 2023 |